# Perieres (syn Eola)
Perieres (gr. Περιήρης Periḗrēs, łac. Perieres) – w mitologii greckiej królewicz i król Mesenii.
Uchodził za syna Eola (lub Ojbalosa) i pierwszego męża Gorgofony, córki herosa Perseusza. Był ojcem Leukipposa i Afareusa. Często mylony z Ojbalosem, drugim mężem Gorgofony.